# 戸沢村 (福島県)
戸沢村（とさわむら）は福島県安達郡にあった村。現在の二本松市戸沢にあたる。

## 地理
- 山：石平山、麓山、白猪森
- 河川：口太川

## 歴史
- 1889年（明治22年）4月1日 - 町村制の施行により、南戸沢村、北戸沢村が合併して発足。
- 1955年（昭和30年）1月1日 - 木幡村・針道村・太田村と合併して東和村が発足。同日村廃止。